# 阿拉维国

阿拉维国国旗

阿拉维国在法属叙利亚和黎巴嫩托管地的位置（紫色）

阿拉维国，又称（羅馬化：Dawlat Jabal al-‘Alawiyyīn），是敘利亞沿海歷史上的一個以阿拉维派為主的區域自治體，首府为拉塔基亚。阿拉维国所在的地区原本屬於奥斯曼土耳其帝国。第一次世界大战結束后的1918年，當地被法國佔領，成为法国托管地。1920年，在法國的規劃下，阿拉维国成立。1922年，并入敘利亞聯邦。1936年12月3日，阿拉维国并入叙利亚共和国，阿拉维国同時解散。